# W drodze po nieśmiertelność
W drodze po nieśmiertelność – trzeci studyjny album polskiego rapera Michała Buczka, znanego lepiej pod pseudonimem Z.B.U.K.U. Premiera odbyła się 2 grudnia 2016 roku. Wydawnictwo ukazało się nakładem opolskiej wytwórni muzycznej Step Records.
Album był promowany sześcioma singlami pt. „Nie mogło być lepiej”, „Pijemy szampana”, „Kiedy będę tam”, „Nieśmiertelnik”, „Nie czekam na nic” oraz „Zrobię to teraz”. W „Pijemy szampana” gościnnie wystąpił Sztoss, a w „Nieśmiertelnik” B.R.O.
Płyta zadebiutowała na 30. miejscu polskiej listy notowań OLiS.

## Lista utworów
Źródło.
1. „Intro” (produkcja: TRZYBΣΔTZ)
2. „Kiedy będę tam” (produkcja: DrySkull)
3. „Nie mogło być lepiej” (produkcja: Zbylu)
4. „Zwariowane melodie” (produkcja: S.S.Z.)
5. „Zrobię to teraz” (produkcja: KRIS SCR)
6. „Pijemy szampana” (produkcja: DrySkull, gościnnie: Sztoss)
7. „Bloki depczą wyobraźnię” (produkcja: Lazy Rida, gościnnie: Leszek NS, HZOP, Kacper HTA, gitara: Maciej Wróbel)
8. „Nieśmiertelnik” (produkcja: Czarny HiFi, scratche: DJ Element, gościnnie: B.R.O)
9. „Problem” (produkcja: Małach, gitara: Kacper Winiarek)
10. „UanHooy” (produkcja: Young Veteran$, scratche: DJ Element, gościnnie: Jano PW)
11. „Nie czekam na nic” (produkcja: TRZYBΣΔTZ)
12. „Ziomuś” (produkcja: Johnny Beats)
13. „Typie” (produkcja: TRZYBΣΔTZ)
14. „Outro (Odnajdę siebie)” (produkcja: TRZYBΣΔTZ)

## Certyfikat
| Polska (ZPAV) | Certyfikat  | Sprzedaż |
| ------------- | ----------- | -------- |
| Polska (ZPAV) | złota płyta | 15 000+  |